# Georgios Sergides
Georgios Sergides (Grieks: Γεώργιος Σεργίδης. Nicosia, 28 juni 1955)  is een Cypriotisch jurist en rechter.

## Carrière
Sergides heeft rechten gestudeerd aan de Universiteit van Athene in Griekenland (LL.M 1978). Naderhand heeft hij vier doctoraten behaald; achtereenvolgens op de Universiteit van Exeter (1984), Universiteit van Athene (1998), Universiteit van Thessaloniki (2007) en Universiteit van Thracië (2015).
Op 26 januari 2016 werd Sergides gekozen door de Parlementaire Vergadering van de Raad van Europa om George Nicolaou te vervangen als rechter bij het Europees Hof voor de Rechten van de Mens. Hij begon zijn werkzaamheden op 18 april 2016 en zal deze tot 18 april 2025 blijven vervullen.